# Општина Санкрајени (Харгита)
Санкрајени (рум. Sâncrăieni) општина је у Румунији у округу Харгита.
Oпштина се налази на надморској висини од 655 m.